# Herb Rothenklempenowa
Herb Rothenklempenowa stanowi hiszpańską tarczę herbową, na której na zielonej głowicy widnieją trzy złote blanki z dwoma czarnymi belkami. Na górnej belce dwie złote róże, na dolnej belce jedna złota róża.
Herb został zaprojektowany przez heraldyka Heinza Kippnicka ze Schwerina  i zatwierdzony 26 listopada 1999 przez Ministerstwo Spraw Wewnętrznych (Bundesministerium des Innern, für Bau und Heimat).

## Objaśnienie herbu
Blankowana głowica wskazuje na niegdyś znaczący kompleks zamkowy. Czarne belki pokryte złotymi różami zapożyczono z herbu rodu Eickstedt, przypominać mają właścicieli, którzy przez wieki decydowali o losach miejscowości. Zielona tynktura głowicy herbu wskazuje na bogato zalesioną okolicę.